# Casa a prima vista (prima edizione)
La prima edizione di Casa a prima vista è stata trasmessa nel 2023 divisa in due parti.
La prima è andata in onda dall'8 maggio al 2 giugno e dal 19 al 30 giugno su Real Time dal lunedì al venerdì in access prime time per un totale di 30 puntate ed è stata registrata a Milano.
La seconda, invece, è andata in onda dal 5 al 16 giugno in access prime time per un totale di 10 puntate ed è stata registrata a Roma.

## Episodi
| n. | Prima TV       | Acquirenti                     | Sede   | Agenti     | Agenti | Agenti  |
| n. | Prima TV       | Acquirenti                     | Sede   | Di Filippo | Torre  | D'Amico |
| -- | -------------- | ------------------------------ | ------ | ---------- | ------ | ------- |
| 1  | 8 maggio 2023  | Anna e Beppe                   | Milano | N.D.       | N.D.   |         |
| 2  | 9 maggio 2023  | Damiano e Valentina            | Milano | N.D.       |        | N.D.    |
| 3  | 10 maggio 2023 | Carolina e Marco               | Milano |            | N.D.   | N.D.    |
| 4  | 11 maggio 2023 | Ornella e Luca                 | Milano | N.D.       |        | N.D.    |
| 5  | 12 maggio 2023 | Maria e Vittoria               | Milano |            | N.D.   | N.D.    |
| 6  | 15 maggio 2023 | Irina e Stefano                | Milano |            | N.D.   | N.D.    |
| 7  | 16 maggio 2023 | Chiara e Andrea                | Milano | N.D.       |        | N.D.    |
| 8  | 17 maggio 2023 | Grazia e Paolo                 | Milano | N.D.       | N.D.   |         |
| 9  | 18 maggio 2023 | Michael e William              | Milano | N.D.       | N.D.   |         |
| 10 | 19 maggio 2023 | Sonia e Valerio                | Milano | N.D.       |        | N.D.    |
| 11 | 22 maggio 2023 | Paolo e Viviana                | Milano | N.D.       | N.D.   |         |
| 12 | 23 maggio 2023 | Alessandro e Gianmarco         | Milano |            | N.D.   | N.D.    |
| 13 | 24 maggio 2023 | Riccardo                       | Milano | N.D.       | N.D.   |         |
| 14 | 25 maggio 2023 | Rosalucia e Stefano            | Milano | N.D.       |        | N.D.    |
| 15 | 26 maggio 2023 | Smeralda, Francesco e Veronica | Milano | N.D.       |        | N.D.    |
| 16 | 29 maggio 2023 | Mariya e Paolo                 | Milano | N.D.       |        | N.D.    |
| 17 | 30 maggio 2023 | Elisa e Andrea                 | Milano | N.D.       | ✓      | N.D.    |
| 18 | 31 maggio 2023 | Carolina e Micaela             | Milano |            | N.D.   | N.D.    |
| 19 | 1º giugno 2023 | Cristian e Mattia              | Milano | N.D.       | ✓      | N.D.    |
| 20 | 2 giugno 2023  | Alberto e Valentina            | Milano | N.D.       | N.D.   |         |
| N. | Prima TV       | Acquirenti                     | Sede   | Agenti     | Agenti | Agenti  |
| N. | Prima TV       | Acquirenti                     | Sede   | Sassu      | Mayer  | Pulieri |
| 21 | 5 giugno 2023  | Rossana e Davide               | Roma   | N.D.       |        | N.D.    |
| 22 | 6 giugno 2023  | Alessandra e Alessio           | Roma   | N.D.       | N.D.   |         |
| 23 | 7 giugno 2023  | Dafne e Andrea                 | Roma   |            | N.D.   | N.D.    |
| 24 | 8 giugno 2023  | Michela e Daniele              | Roma   | N.D.       | N.D.   |         |
| 25 | 9 giugno 2023  | Jessica e Pierpaolo            | Roma   | N.D.       |        | N.D.    |
| 26 | 12 giugno 2023 | Anna e Serena                  | Roma   |            | N.D.   | N.D.    |
| 27 | 13 giugno 2023 | Giuditta e Vito                | Roma   | N.D.       |        | N.D.    |
| 28 | 14 giugno 2023 | Roberta e Gianluca             | Roma   | N.D.       | N.D.   |         |
| 29 | 15 giugno 2023 | Silvia e Francesco             | Roma   |            | N.D.   | N.D.    |
| 30 | 16 giugno 2023 | Maria Lucia e Salvatore        | Roma   | N.D.       |        | N.D.    |
| N. | Prima TV       | Acquirenti                     | Sede   | Agenti     | Agenti | Agenti  |
| N. | Prima TV       | Acquirenti                     | Sede   | Di Filippo | Torre  | D'Amico |
| 31 | 19 giugno 2023 | Edoardo e Gabriele             | Milano |            | N.D.   | N.D.    |
| 32 | 20 giugno 2023 | Denise e Davide                | Milano | N.D.       | N.D.   |         |
| 33 | 21 giugno 2023 | Rossella                       | Milano | N.D.       | N.D.   |         |
| 34 | 22 giugno 2023 | Silvana e Giovanni             | Milano |            | N.D.   | N.D.    |
| 35 | 23 giugno 2023 | Irene e Andrea                 | Milano | N.D.       |        | N.D.    |
| 36 | 26 giugno 2023 | Viviana e Patrizia             | Milano | N.D.       | N.D.   |         |
| 37 | 27 giugno 2023 | Anastasia e Francesco          | Milano | N.D.       | N.D.   |         |
| 38 | 28 giugno 2023 | Monica e Fabio                 | Milano |            | N.D.   | N.D.    |
| 39 | 29 giugno 2023 | Irene e Piergiorgio            | Milano | N.D.       |        | N.D.    |
| 40 | 30 giugno 2023 | Erika e Cristina               | Milano |            | N.D.   | N.D.    |